# Wuppertaler Sport-Verein 2003-2004
Questa voce raccoglie le informazioni riguardanti il Wuppertaler Sport-Verein nelle competizioni ufficiali della stagione 2003-2004.

## Stagione
Nella stagione 2003-2004 il Wuppertal, allenato da Georg Kreß, concluse il campionato di Regionalliga nord al 4º posto.

## Rosa
| N. |                      | Ruolo | Calciatore         |
| -- | -------------------- | ----- | ------------------ |
| 1  | Germania (bandiera)  | P     | Christian Maly     |
| 2  | Germania (bandiera)  | D     | Karsten Baumann    |
| 3  | Germania (bandiera)  | D     | Frank Klemmer      |
| 4  | Germania (bandiera)  | C     | Marc Narewsky      |
| 5  | Germania (bandiera)  | D     | Björn Mehnert      |
| 6  | Germania (bandiera)  | C     | Sven Steup         |
| 7  | Germania (bandiera)  | C     | Markus Bayertz     |
| 8  | Germania (bandiera)  | D     | Arthur Matlik      |
| 9  | Rep. Ceca (bandiera) | A     | Aleš Kohout        |
| 10 | Senegal (bandiera)   | C     | Jean Louis Tavarez |
| 11 | Togo (bandiera)      | A     | Jacques Goumai     |
| 12 | Germania (bandiera)  | P     | Daniel Schell      |
| 13 | Germania (bandiera)  | C     | Michael Borzek     |

| N. |                           | Ruolo | Calciatore       |
| -- | ------------------------- | ----- | ---------------- |
| 13 | Germania (bandiera)       | A     | Holger Gaißmayer |
| 14 | Germania (bandiera)       | A     | Oliver Ebersbach |
| 15 | Germania (bandiera)       | D     | Nico Reckert     |
| 16 | Germania (bandiera)       | C     | Andreas Gensler  |
| 17 | Germania (bandiera)       | C     | Marc Bach        |
| 18 | Slovacchia (bandiera)     | D     | Vladimir Hyza    |
| 19 | Germania (bandiera)       | D     | Daniel Funken    |
| 20 | Italia (bandiera)         | A     | Mike Terranova   |
| 21 | Costa d'Avorio (bandiera) | A     | Noel Kipre       |
| 22 | Germania (bandiera)       | C     | Thomas Rietz     |
| 28 | Germania (bandiera)       | D     | Mirko Stark      |
|    | Turchia (bandiera)        | D     | Devrim Kalaycı   |
|    | Germania (bandiera)       | C     | Marcus Voike     |

## Organigramma societario
Area tecnica
- Allenatore: Georg Kreß
- Allenatore in seconda:
- Preparatore dei portieri:
- Preparatori atletici:
- Analisi video:

## Calciomercato

### Sessione estiva
| Acquisti | Acquisti        | Acquisti                | Acquisti |
| R.       | Nome            | da                      | Modalità |
| -------- | --------------- | ----------------------- | -------- |
| C        | Marc Bach       | Wattenscheid 09         |          |
| D        | Karsten Baumann | Viktoria Colonia        |          |
| C        | Andreas Gensler | Velbert                 |          |
| P        | Daniel Schell   | Alemannia Aquisgrana II |          |
| A        | Mike Terranova  | Gütersloh               |          |

| Cessioni | Cessioni      | Cessioni             | Cessioni |
| R.       | Nome          | a                    | Modalità |
| -------- | ------------- | -------------------- | -------- |
| D        | Frank Bläker  | Sportfreunde Lotte   |          |
| P        | Nils Heese    | Viktoria Colonia     |          |
| C        | David Rimbold | Union Saint-Gilloise |          |

### Sessione invernale
| Acquisti | Acquisti         | Acquisti               | Acquisti |
| R.       | Nome             | da                     | Modalità |
| -------- | ---------------- | ---------------------- | -------- |
| A        | Holger Gaißmayer | Borussia Wuppertal     |          |
| D        | Arthur Matlik    | SV Vorwärts Kornharpen |          |

| Cessioni | Cessioni        | Cessioni           | Cessioni |
| R.       | Nome            | a                  | Modalità |
| -------- | --------------- | ------------------ | -------- |
| C        | Sascha Walbröhl | Borussia Wuppertal |          |
| A        | Florian Wardi   | Borussia Wuppertal |          |

## Risultati

### Regionalliga

#### Girone di andata
| Arbitro: | Kinhöfer |

|  |           |                                      |
|  | Marcatori | 66’ Kohout 71’ Bayertz 79’ Ebersbach |

| Arbitro: | Marks |

|              |           |            |
| Narewsky 57’ | Marcatori | 90’ Thomas |

| Arbitro: | Grudzinski |

|  |           |                        |
|  | Marcatori | 39’ Gensler 50’ Kohout |

| Arbitro: | Rosenkranz |

|                                        |           |  |
| Narewsky 24’, 88’ Ebersbach 27’ (rig.) | Marcatori |  |

| Arbitro: | Koop |

|                              |           |  |
| Neubert 46’, 66’ Scholze 90’ | Marcatori |  |

| Arbitro: | Rafati |

|                           |           |               |
| Ebersbach 75’, 89’ (rig.) | Marcatori | 69’ Antwerpen |

| Arbitro: | Fischer |

|                        |           |  |
| Kohout 75’ Tavarez 87’ | Marcatori |  |

| Arbitro: | Weber |

|              |           |           |
| Teixeira 13’ | Marcatori | 9’ Kohout |

| Arbitro: | Otte |

|                         |           |  |
| Bayertz 47’ Tavarez 83’ | Marcatori |  |

| Arbitro: | Grudzinski |

|              |           |                           |
| Rolleder 35’ | Marcatori | 87’ Klemmer 89’ Ebersbach |

| Arbitro: | Frank |

|  |           |                                  |
|  | Marcatori | 36’ Donkov 74’ (rig.), 90’ Gerov |

| Arbitro: | Jauch |

|  |           |                           |
|  | Marcatori | 24’ Ebersbach 41’ Tavarez |

| Arbitro: | Anklam |

|            |           |             |
| Kohout 58’ | Marcatori | 21’ Gambino |

| Arbitro: | Fröhlich |

|                                        |           |  |
| Geißler 15’, 56’ Bergner 73’ Kujat 90’ | Marcatori |  |

| Arbitro: | Hagen |

|                                       |           |  |
| Ebersbach 19’ Tavarez 41’ Mehnert 69’ | Marcatori |  |

| Arbitro: | Czech |

|  |           |               |
|  | Marcatori | 32’ Ebersbach |

| Arbitro: | Koch |

|             |           |              |
| Baumann 52’ | Marcatori | 31’ Gersdorf |

#### Girone di ritorno
| Arbitro: | Schößling |

|                                    |           |            |
| Bayertz 42’ Kohout 46’ Mehnert 70’ | Marcatori | 79’ Özkaya |

| Arbitro: | Melms |

|  |           |            |
|  | Marcatori | 72’ Kohout |

| Arbitro: | Grudzinski |

|  |           |           |
|  | Marcatori | 2’ Homola |

| Arbitro: | Späker |

|              |           |                        |
| Palikuca 44’ | Marcatori | 33’ Kohout 75’ Gensler |

| Arbitro: | Otte |

|            |           |             |
| Kohout 72’ | Marcatori | 22’ Neubert |

| Arbitro: | Lupp |

|               |           |               |
| Antwerpen 50’ | Marcatori | 73’ Gaißmayer |

| Arbitro: | Gagelmann |

|  |           |                   |
|  | Marcatori | 9’ (rig.) Mehnert |

| Arbitro: | Fischer |

|                          |           |             |
| Narewsky 20’ Bayertz 65’ | Marcatori | 7’ Teixeira |

| Arbitro: | Schriever |

|                                                         |           |                           |
| Koen 23’, 85’ Goldbæk 28’ Baumann 56’ (aut.) Bilgin 78’ | Marcatori | 58’ Ebersbach 83’ Bayertz |

| Arbitro: | Schempershauwe |

|               |           |                            |
| Ebersbach 84’ | Marcatori | 64’ Schindler 67’ Taljević |

| Paderborn 24 aprile 2004, ore 14:00 CEST 28ª giornata | Paderborn | 0 – 0 referto | Wuppertal | Hermann-Löns-Stadion (5 000 spett.)\| Arbitro: \| Keßler \| |
| Arbitro:                                              | Keßler    |               |           |                                                             |

| Arbitro: | Koop |

|              |           |           |
| Narewsky 37’ | Marcatori | 57’ Takyi |

| Arbitro: | Steinhaus-Webb |

|          |           |                        |
| Issa 89’ | Marcatori | 71’ Tavarez 75’ Kohout |

| Arbitro: | Schriever |

|                                             |           |  |
| Kohout 25’, 85’ Ebersbach 31’ Gaißmayer 79’ | Marcatori |  |

| Arbitro: | Jauch |

|                                           |           |  |
| Kennedy 67’, 82’ Nickenig 72’ Kıskanç 90’ | Marcatori |  |

| Arbitro: | Hoyzer |

|                    |           |  |
| Bayertz 38’ (rig.) | Marcatori |  |

| Arbitro: | Melms |

|                       |           |             |
| Gersdorf 38’ Beck 50’ | Marcatori | 29’ Bayertz |

## Statistiche

### Statistiche di squadra
| Competizione      | Punti | In casa | In casa | In casa | In casa | In casa | In casa | In trasferta | In trasferta | In trasferta | In trasferta | In trasferta | In trasferta | Totale | Totale | Totale | Totale | Totale | Totale | DR  |
| Competizione      | Punti | G       | V       | N       | P       | Gf      | Gs      | G            | V            | N            | P            | Gf           | Gs           | G      | V      | N      | P      | Gf     | Gs     | DR  |
| ----------------- | ----- | ------- | ------- | ------- | ------- | ------- | ------- | ------------ | ------------ | ------------ | ------------ | ------------ | ------------ | ------ | ------ | ------ | ------ | ------ | ------ | --- |
| Regionalliga nord | 62    | 17      | 9       | 5       | 3       | 28      | 14      | 17           | 9            | 3            | 5            | 21           | 23           | 34     | 18     | 8      | 8      | 49     | 37     | +12 |
| Totale            | 62    | 17      | 9       | 5       | 3       | 28      | 14      | 17           | 9            | 3            | 5            | 21           | 23           | 34     | 18     | 8      | 8      | 49     | 37     | +12 |

### Andamento in campionato
| Giornata  | 1 | 2 | 3 | 4 | 5 | 6 | 7 | 8 | 9 | 10 | 11 | 12 | 13 | 14 | 15 | 16 | 17 | 18 | 19 | 20 | 21 | 22 | 23 | 24 | 25 | 26 | 27 | 28 | 29 | 30 | 31 | 32 | 33 | 34 |
| --------- | - | - | - | - | - | - | - | - | - | -- | -- | -- | -- | -- | -- | -- | -- | -- | -- | -- | -- | -- | -- | -- | -- | -- | -- | -- | -- | -- | -- | -- | -- | -- |
| Luogo     | T | C | T | C | T | C | C | T | C | T  | C  | T  | C  | T  | C  | T  | C  | C  | T  | C  | T  | C  | T  | T  | C  | T  | C  | T  | C  | T  | C  | T  | C  | T  |
| Risultato | V | N | V | V | P | V | V | N | V | V  | P  | V  | N  | P  | V  | V  | N  | V  | V  | P  | V  | N  | N  | V  | V  | P  | P  | N  | N  | V  | V  | P  | V  | P  |
| Posizione | 1 | 2 | 2 | 1 | 4 | 3 | 2 | 2 | 1 | 1  | 1  | 1  | 1  | 2  | 1  | 1  | 1  | 1  | 1  | 1  | 1  | 1  | 1  | 1  | 1  | 1  | 3  | 3  | 3  | 3  | 3  | 3  | 3  | 4  |

Legenda:

Luogo: C = Casa; T = Trasferta. Risultato: V = Vittoria; N = Pareggio; P = Sconfitta.

### Statistiche dei giocatori
| M. Bach      | 19 | 0  | 4 | 0 |
| K. Baumann   | 32 | 1  | 9 | 1 |
| M. Bayertz   | 34 | 7  | 4 | 0 |
| M. Borzek    | 6  | 0  | 0 | 0 |
| O. Ebersbach | 31 | 11 | 5 | 0 |
| D. Funken    | 0  | 0  | 0 | 0 |
| H. Gaißmayer | 15 | 2  | 1 | 0 |
| A. Gensler   | 24 | 2  | 3 | 0 |
| J. Goumai    | 6  | 0  | 0 | 0 |
| V. Hyza      | 24 | 0  | 5 | 0 |
| D. Kalaycı   | 0  | 0  | 0 | 0 |
| N. Kipre     | 6  | 0  | 0 | 0 |
| F. Klemmer   | 22 | 1  | 3 | 0 |
| A. Kohout    | 31 | 12 | 6 | 2 |
| C. Maly      | 33 | 0  | 1 | 0 |
| A. Matlik    | 6  | 0  | 0 | 0 |
| B. Mehnert   | 29 | 3  | 3 | 0 |
| M. Narewsky  | 24 | 5  | 6 | 0 |
| N. Reckert   | 5  | 0  | 0 | 0 |
| T. Rietz     | 6  | 0  | 1 | 0 |
| D. Schell    | 2  | 0  | 0 | 0 |
| M. Stark     | 27 | 0  | 3 | 2 |
| S. Steup     | 10 | 0  | 2 | 0 |
| J. Tavarez   | 32 | 5  | 9 | 1 |
| M. Terranova | 26 | 0  | 3 | 0 |
| M. Voike     | 0  | 0  | 0 | 0 |
| S. Walbröhl  | 15 | 0  | 6 | 0 |